# Микулинцы
Микулинцы (укр. Микулинці) — посёлок в Тернопольском районе Тернопольской области Украины. Административный центр Микулинецкой поселковой общины.

## Географическое положение
Расположен на реке Серет.

## История
Первое письменное упоминание — 1096 как Микулин, согласно «Поучению Владимира Мономаха:»
«А на вятичей ходил две зимы на Ходоту и на сына его, и к Корьдну ходил одну зиму. И снова гнались за Ростиславичами за Микулин, и не настигли их. И на ту весну к Ярополку на встречу в Броды»
В 1896 году Микулинцы являлись городом Тарнопольского округа Австро-Венгерской империи, в котором насчитывалось свыше 4 тыс. жителей, действовали суконная фабрика, крупный водочный завод, пивоваренный, завод, кирпичный завод и завод по обжигу извести.
Во время Великой Отечественной войны с 5 июля 1941 до 23 марта 1944 года селение находилось под немецкой оккупацией.
В январе 1989 года численность населения составляла 3698 человек.
В июле 1995 года Кабинет министров Украины утвердил решение о приватизации находившегося в посёлке племзавода.
Население по переписи 2001 года составляло 3457 человек.
По состоянию на 1 января 2013 года численность населения составляла 3741 человек.

## Транспорт
В 4 км, в посёлке Дружба находится железнодорожная станция Микулинцы-Струсов Львовской железной дороги.

## Достопримечательности
- Микулинецкий замок (1550-е, 1640-е гг.);
- Дворец графов Реев и парк;
- Троицкий костёл 1761—1779 гг., барокко

## Галерея

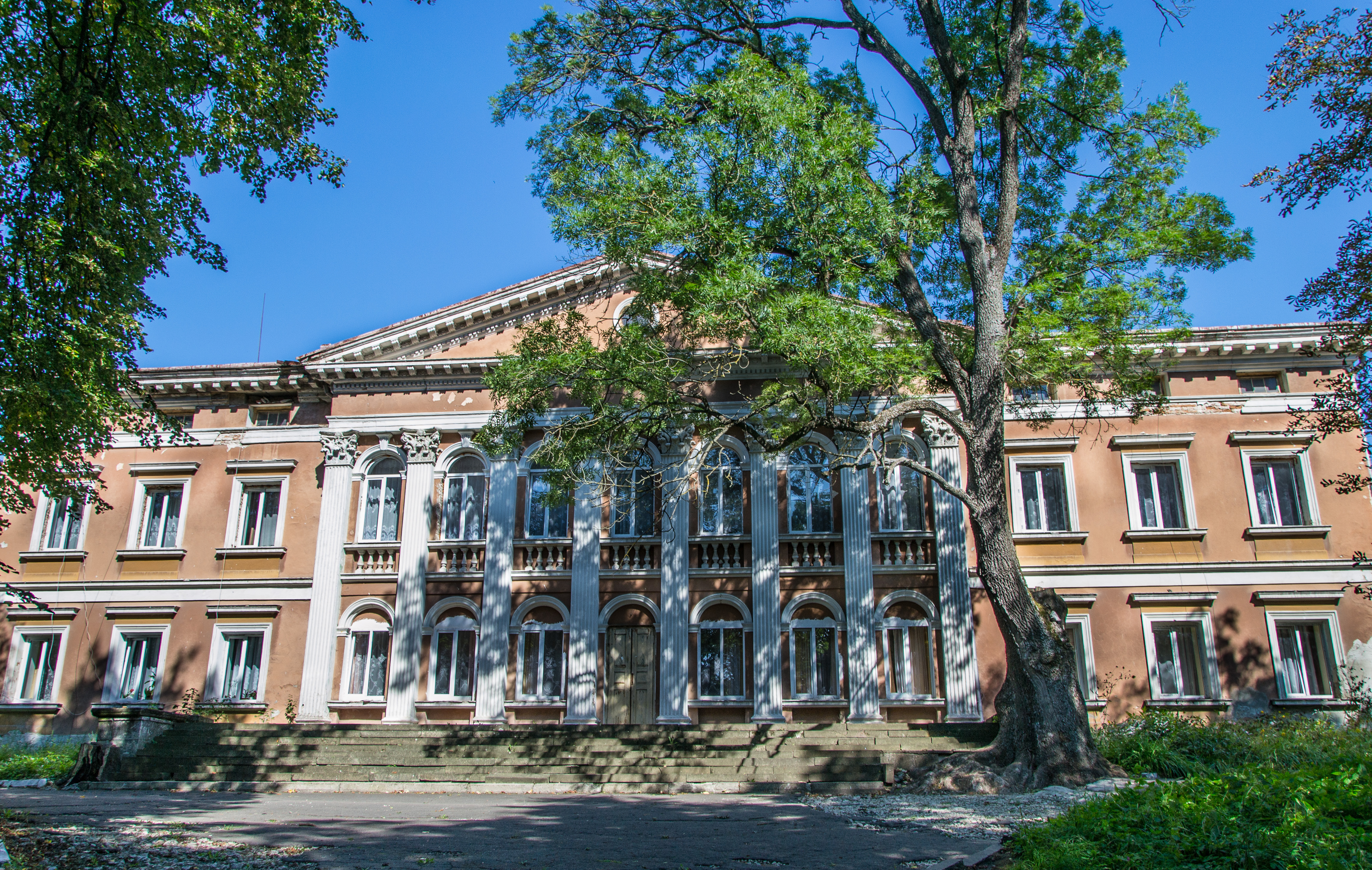
Дворец графов Реев, парковый фасад
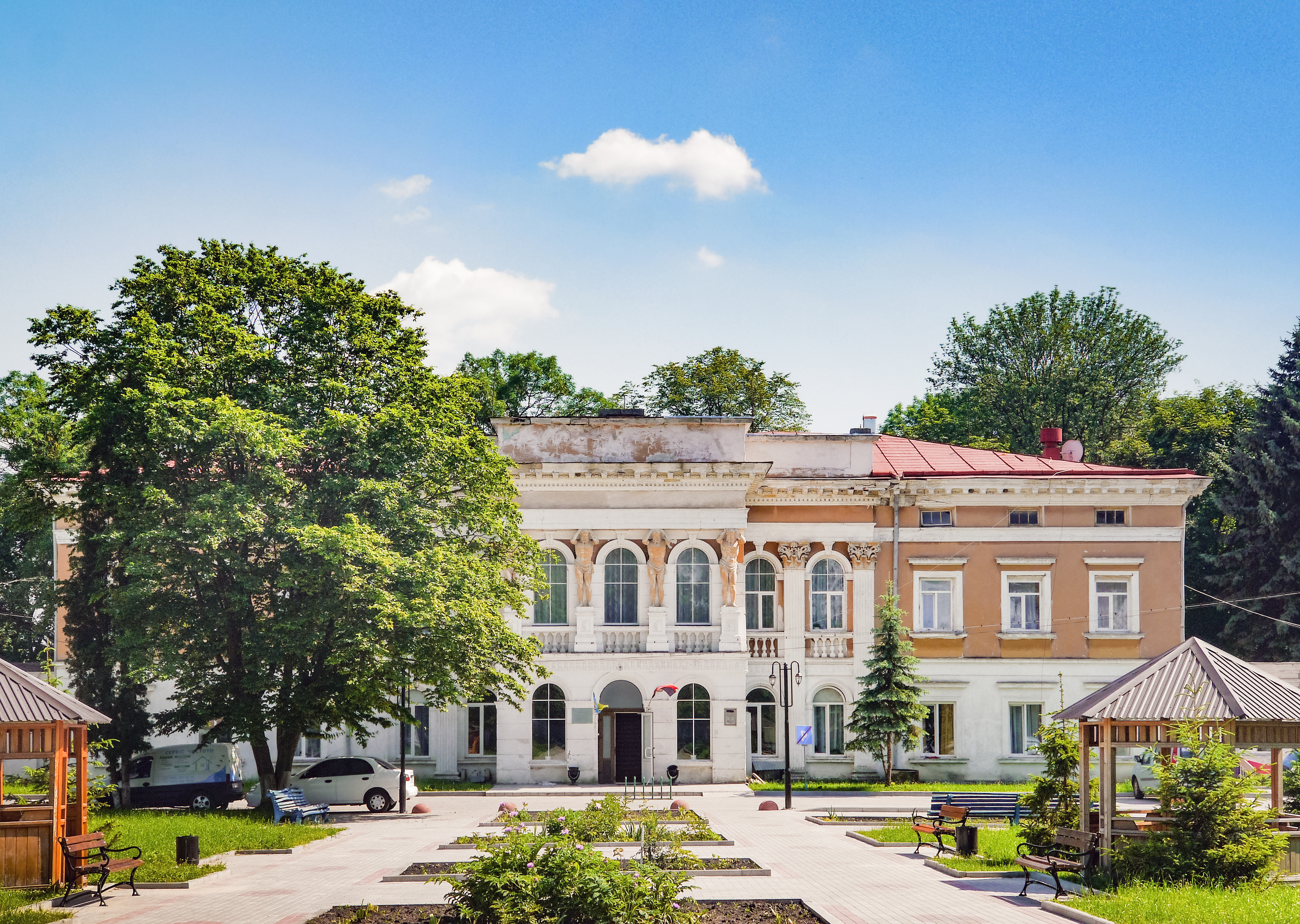
Дворец графов Реев, главный фасад
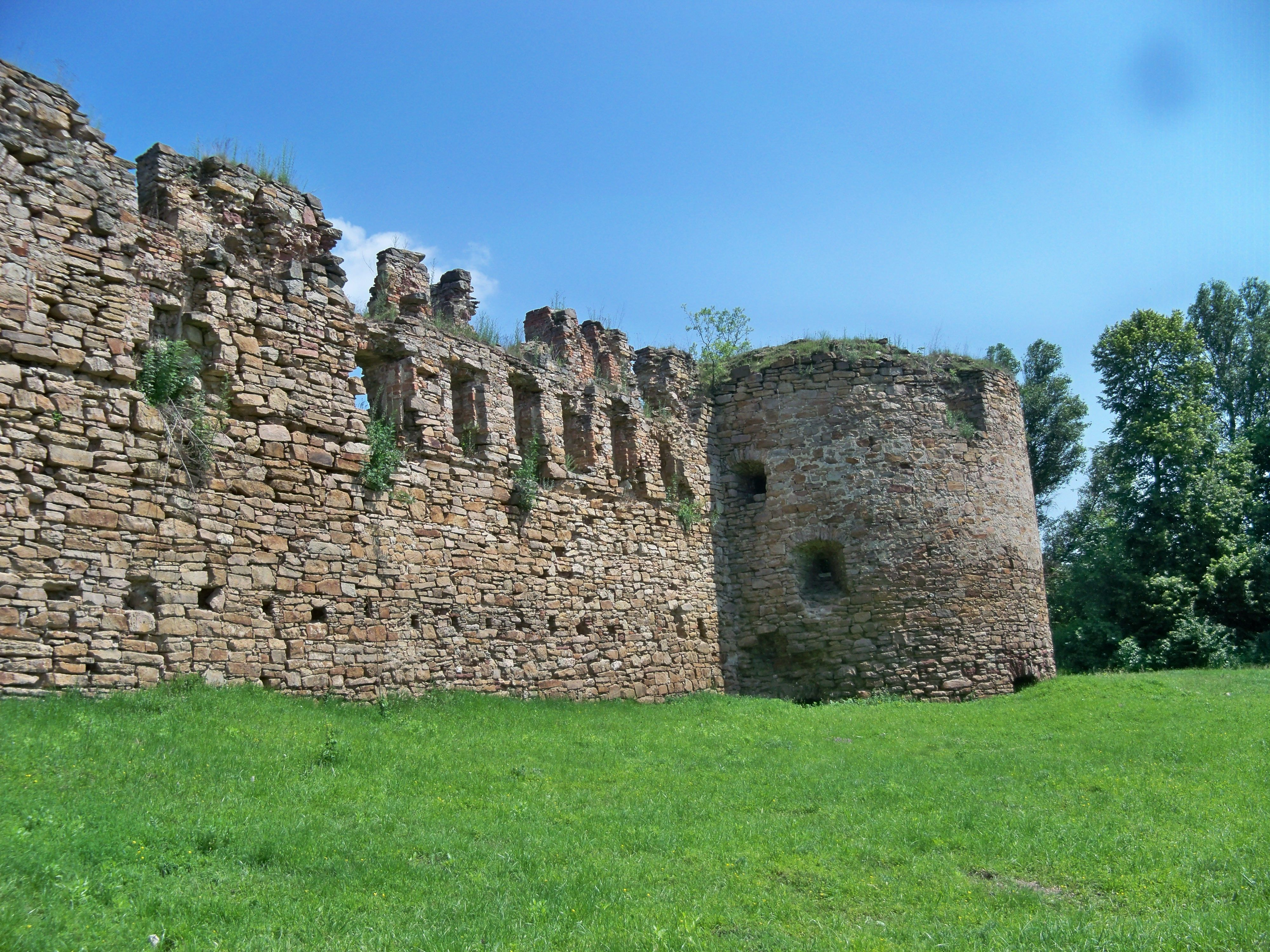
Микулинецкий замок
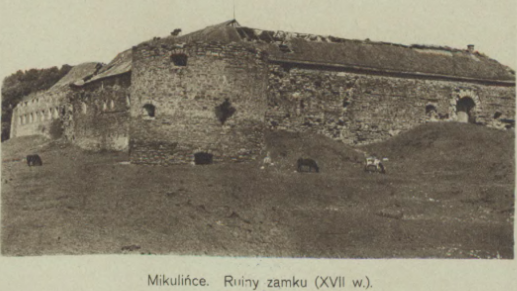
Микулинецкий замок, 1926